# Seo Ji-won
 (novembre 2017).
Si vous disposez d'ouvrages ou d'articles de référence ou si vous connaissez des sites web de qualité traitant du thème abordé ici, merci de compléter l'article en donnant les références utiles à sa vérifiabilité et en les liant à la section « Notes et références ».
Seo Jiwon (en coréen : 서지원), né le 19 février 1976 à Séoul est un chanteur de ballades sud-coréennes des années 1990. La nuit du 31 décembre au 1er janvier 1996, il met fin à ses jours à l'âge de 19 ans.

## Biographie
Né à Séoul (Corée du Sud) le 19 février 1976, Seo Jiwon est l'aîné d'une famille de deux enfants. Ayant vécu à Los Angeles (États-Unis), il rentre en Corée du Sud à l'âge de 19 ans avec le rêve de devenir chanteur.
L'année de son retour en Corée du Sud, il commence officiellement avec son premier album Seo Jiwon avec lequel il connait un grand succès. Très rapidement, il devient une star populaire en Corée du Sud, voyant bientôt son nombre de fans augmenter considérablement.
Sa chanson la plus célèbre 내 눈물 모아 est récompensée sept fois en 1996 et est classée première dans de nombreux Tops sud-coréens. Seo Jiwon est alors déjà décédé. 
Made in Heaven, sortie le 26 décembre 1996 à titre posthume contient un enregistrement, considéré comme le dernier, du chanteur. Enregistrement dans lequel Seo Jiwon, en pleurs, adresse un dernier message à son entourage ainsi qu'à ses fans, émouvant ces derniers jusqu'aux larmes.
Le vif intérêt porté à Seo Jiwon et sa popularité soudaine devient rapidement un fardeau pour le chanteur qui doit faire face aux jalousies et aux envies des autres, à un si jeune âge. De plus, jeune homme solitaire, enfant de parents divorcés, Seo Jiwon ne se sent pas capable de répondre aux attentes de son agence et de sa famille, la pression devenant insurmontable. 
Dans la nuit du 31 décembre 1995 au 1er janvier 1996, après la fête du nouvel an, Seo Jiwon met fin à ses jours dans son appartement, à Séoul. L'autopsie dévoile quelques jours plus tard que le chanteur a avalé plus de trois-cents comprimés. Un testament est retrouvé et prouve que cette décision était prise depuis longtemps.

## Testament
Dans la lettre retrouvée après son suicide, Seo Jiwon expose les raisons de son acte et s'excuse longuement auprès de ses parents, Dieu ainsi que de ses chefs et autres proches. 
Il explique qu'il prenait des médicaments depuis un certain temps, cherchant en vain la stabilité dans un monde qui lui semblait bien trop dur. Il était alors en conflit avec lui-même, jouant un rôle, divertissant le public. Il révèle aussi son envie de finir l'année 1995 ainsi que celle de ne pas entamer l'année 1996. Il clôt la lettre en demandant à son entourage de prendre soin de sa mère et formule son dernier souhait, celui d'être pardonné[réf. souhaitée].